# 臨津江の戦い
臨津江の戦い（りんしんこうのたたかい、朝鮮読みで臨津江はイムジンガン）は、文禄元年5月18日（1592年6月27日）、臨津江で戦われた文禄の役初期の戦闘の一つである。反攻を企てた朝鮮軍の襲撃を、日本軍の加藤清正がほぼ単独で撃退した。

## 背景
日本軍の快進撃を前に、朝鮮国王宣祖は、4月29日、夜逃げ同然で漢城府を放棄して北の開城に向かった。途中、歴史的に重要な防御拠点であった臨津江では、南岸の一部の家屋を焼き払い、船はことごとく北岸に集めて、日本軍が渡河のための資材を得られないようにしてから逃げている。
首都防衛の要である漢江を任されていた都元帥金命元は、僅か千名を率いて北岸の済月亭（現在のソウル特別市龍山区普光洞）にいたが、5月2日、日本軍が数万の軍勢であることを見て戦意喪失。防戦自体を諦めて火砲を川に遺棄させ、軍を棄てて臨津に逃れた。副元帥申恪も山中に走って楊州へ逃げた。漢城府の防衛を任されていた留都大将李陽元は、これを聞いて都を放棄して楊州に撤退した。無政府状態となった首都は朝鮮乱民が放火掠奪に奔り、焼失した宮殿から煙の立ち上る中で、戦わずして日本軍に無血占領された。
5月4日、首都陥落を聞いた朝鮮国王は慌てて平壌にむけて行幸を再開した。朝鮮朝廷はしばらくはまだ恐慌状態で、日本軍の追撃を非常に恐れていたが、日本軍は都から10日以上も動かず後続を待っていたので、5月8日に平壌に到着した朝鮮国王は、一息ついて、防御態勢を立て直す余裕ができた。
国王は（募兵を続けていたという理由で）金命元が軍を放棄した罪を許し、臨津江の固守を命じた。京畿道と黄海道で徴した兵が到着したのでこれを送ることになった。職を交代した元咸鏡北道兵使申硈が来たので、彼を防禦使に任じ、同時に副将（助防将）として劉克良も派遣された。金命元は臨津で落伍者を集めていたが、李薲、李薦、邊璣（助防将）が約千名の兵を率いて合流した。この軍に京畿・黄海からの増援が加わり、諸将20名、兵は7,000名ほどになった。
12日、金命元は（船で江の南に出撃し）碧蹄などに伏兵を置いて遊撃して、日本軍をいくらか斬って自信を深めた。また、楊州から戻った李陽元が、李鎰、申恪、金友皐ら諸将10名と兵5,000名と率いて、大灘に駐屯していた。

## 概要
日本軍では二番隊の加藤清正が先陣を替わって、5月10日頃、漢城府を出発し、坡州を経て、臨津鎮に到着したが、臨津江は水深があり流れも速くて、船も見当たらなかったために渡ることができずに、対岸の敵の防備もあって、立ち往生せざる得なかった。
朝鮮朝廷には首都放棄が早計であったのではないかとの後悔の念もあって、汚名を雪ぐ機会をうかがっていた。再び大軍が集まった今、首都奪還の計画を具申する者もあって、5月13日、権徴（京畿道巡察使）は上奏して日本軍は疲弊しているから元帥に機に乗じて撃たせるべきとした。（日本軍は単に後続の到着と名護屋城からの秀吉の返事を待っていただけだったが）朝鮮国王は今が好機と信じて金命元に攻撃を催促した。しかし金命元は5か所に兵を分散配置して臨津江を固く守ったままだった。
14日、漢城府にいる一番隊の小西行長は、再び朝鮮側と交渉し、「仮途入明」を諭して降伏させることができるのではないかと考えていて、宗義智家臣の柳川調信に、外交僧天荊を伴って出立するように命じた。15日、柳川調信は臨津鎮に着いて、加藤清正を説得して敵と交渉をするために軍を坡州まで退いてもらった。そうしておいて調信は敵陣に書を送った。翌日は行長と義智の連署した書を送ったところ、朝鮮側は承政院に届け後日報告すると回答してきたので、3日後（19日）が期限であると伝えて去った。17日、柳川調信は漢城府に帰って小西行長に復命した。
一方、この過程で、河畔で幕布を焼いて撤収した加藤隊の将兵を対岸で見ていた申硈は、（交渉は偽りであり）敵は退却するつもりであると主張して、渡河して追撃するように迫った。権徴もまた同意見だったが、金命元は頑として動かなかった。
他方、これより前、奉請使であった韓応寅は北京から帰還し、平壌行の際には巡察使として扈衛軍（王宮警護）を指揮して信任があったので、16日、朝鮮国王は韓応寅を諸道都巡察使とした。鴨緑江に配置されていた北虜と戦うための1,000名の精鋭が平壌に到着したので、韓応寅にこれを率いて前線に行き、進戦するように金命元に伝えるように命じた。
17日、この韓応寅が一軍を率いて臨津に到着したので、軍議が開かれた。王命を受けていた韓応寅は日本軍をすぐに攻撃するべきであると主張し、申硈も対岸に見える敵は少ないと言い、権徴も賛同した。しかし年長者で経験豊富だった劉克良は1人これに異議を唱え、渡河は軽挙であり危険であると諭した。申硈は激怒して劉克良を斬ろうとした。劉克良は「死を避けるためにこういっているのではない。ただ国家の大事を誤ること恐れたのだ」と言って憤然と立ち去り、自分の部下を率いて率先して江を渡った。韓応寅も手勢を送り込み、申硈は自らも手勢の全て率いて江を渡った。これらの渡河は暗闇に乗じたものであり、朴忠侃（検察官）や洪鳳祥（督軍官）は奇襲によって必勝は間違いないと喜び、洪鳳祥は自分も江を渡って間近で観戦することにした。
18日早朝、渡河した朝鮮軍は河畔に残っていた僅かな加藤隊の前哨部隊に殺到して、これを包囲した。しかしこの部隊は高地に陣して動かなかった。朝鮮軍は攻撃を開始したが、坡州の加藤清正に急報が届き、清正は迅速に隊の主力部隊を率いて駆けつけて、包囲されている味方を救うべく攻撃を開始した。挟み撃ちを受けた朝鮮軍の陣形は崩れ、形勢はすぐに逆転した。劉克良は申硈に撤退するように進言したが、申硈は拒否して戦死した。劉克良も力戦したが戦死し、乱戦の中で洪鳳祥も相次いで倒れた。朝鮮軍はパニックに陥り、退路を失って自ら崖より江に飛び降りて溺死する者も多数で、背水の陣となった朝鮮兵に逃げ場はなく、多くは日本兵の撫で斬りに遭ってほぼ全滅した。
この大惨事を目の当たりにして、対岸から都督していた韓応寅はショックの余り気絶した。陣中では朴忠侃が最初に逃亡を図り、これを見た将兵が朴忠侃を金命元だと誤認して、都元帥が逃げ出したと騒ぎだし、脱走を図る兵士もあって大混乱となった。混乱の中で権徴は単独で加平郡に逃亡した。金命元と韓応寅は何とか落ち着かせた残兵5,000余をまとめるのがやっとだった。
この日、漢城府にいた小西行長や宗義智の一番隊も敵襲を聞いて急ぎ出撃したが、三里進んだところで加藤清正が大勝を収めたという知らせがあったので、そのまま踵を返して都に引き返した。
同じ頃、李陽元は楊州の付近を遊撃し、蟹踰嶺で日本軍の小部隊（所属不明）を破った。400名余を射殺した。この軍には副元帥申恪が加わり活躍していたが、金命元は上官である自分に従わずに李陽元に従ったことが不満で、不服従の罪で処罰するように朝鮮朝廷へ上奏していた。右議政兪泓は金命元の意見を支持して宣伝官を派遣した。この日の午後に陣に宣伝官が到着し、申恪は平伏して助命嘆願したが、斬首された。

## その後
翌19日、一番隊は改めて臨津へ出発した。27日、一番隊と二番隊は下流で渡河し、この地を守備していた李薲らの軍は遁走し、一矢も放たずに駆逐された。臨津江の防御線を突破された金命元と李陽元は平壌に向けて退却を始めた。日本軍は開城を占領し、金郊駅からは二番隊が咸鏡道に向かい、一番隊と後続の三番隊が平壌に向けて追撃を続けた。
朝鮮国王は勝利を信じて楽観していたが、金命元の敗報を接して、一転して色を失った。第四王子信城君と第五王子定遠君を寧辺へと先に避難させ、左議政尹斗寿を平壌の守備責任者として、都巡察使李元翼や、宋慎言・李潤徳などを配した。6月2日、金命元、韓応寅、李鎰らが5、6千の兵士と帰還したので尹斗寿の指揮下に合流した。